# Madeleine Wickham
Madeleine Sophie Wickham, född Townley den 12 december 1969 i London, är en brittisk författare inom genren chick lit som även skriver under pseudonymen Sophie Kinsella.  
Wickham studerade vid Putney High School och New College i Oxford, och arbetade som finansjournalist innan hon började skriva. Hon är mest känd för att ha skrivit Shopaholic, en romanserie av chick lit-romaner, vilka handlar om Becky Bloomwood, en finansjournalist som inte klarar att sköta sin egen ekonomi. Serien kretsar kring hennes besatthet av att shoppa vilket komplicerar hennes liv.
Den första Shopaholic-boken har filmatiserats som En shopaholics bekännelser och hade svensk premiär i mars 2009, med Isla Fisher som Becky och Hugh Dancy som Luke Brandon. Till skillnad från boken som utspelar sig i London så utspelar sig filmen i New York. 
Wickham är gift och har fem barn.

### Som Sophie Kinsella

#### Shopaholic-serien om Rebecca Bloomwood
- The Secret Dreamworld of a Shopaholic (även utg. med titeln Confessions of a Shopaholic) (2000)
  - En köpgalen kvinnas hemliga liv (översättning Ann Björkhem, Forum, 2001). Ny uppl. Damm, 2006, med titeln En shopaholics bekännelser
- Shopaholic Abroad (även utg. med titeln Shopaholic Takes Manhattan) (2001)
  - En shopaholic i New York (översättning Elisabet Fredholm, Damm, 2007)
- Shopaholic Ties The Knot (2001)
  - En shopaholic säger ja (översättning Elisabet Fredholm, Damm, 2007)
- Shopaholic & Sister (2004)
  - En shopaholic får en syster (översättning Elisabet Fredholm, Damm, 2008)
- Shopaholic & Baby (2007)
  - En shopaholic i väntans tider (översättning Elisabet Fredholm, Damm, 2009)
- Mini Shopaholic (2010)
  - En mini-shopaholic i mammas fotspår (översättning Elisabet Fredholm, Damm, 2011)
- Shopaholic to the stars (2015)
  - En shopaholic i Hollywood (Översättning ...)

#### Övriga romaner
- Can You Keep a Secret? (2003)
  - Mina hemligheter (översättning Carla Wiberg, Damm, 2006)
- The Undomestic Goddess (2005)
  - Karriär & köksbesvär (översättning Elisabet Fredholm, Damm, 2008)
  - En skopa kärlek (översättning Lie Fredholm, Printz Publishing, 2017)
- Remember Me? (2008)
  - Mitt nya jag (översättning Elisabet Fredholm, Damm, 2009)
- Twenties Girls (2009)
  - Flickan från tjugotalet (översättning Annika Rydén, Damm, 2010)
- I've got your number (2012)
  - Nya kontakter (översättning Annika Sundberg, Damm, 2012)
- Wedding night
  - Bröllopsnatten (översättning Annika Sundberg, Damm, 2014)
- My not so perfect life
  - Mitt (inte så) perfekta liv (översättning Lie Fredholm, Printz Publishing, 2017)
- Surprise Me (2018)
  - Överraska mig (översättning Pia Printz, Printz Publishing, 2018)
- I Owe You One
  - Tjänster och gentjänster (översättning Helen Ljungmark, Printz Publishing, 2019)

### Som Madeleine Wickham
- The Tennis Party (1995)
  - En helg på landet (översättning Lena Torndahl, Forum, 1998)
- A Desirable Residence (1996)
- Swimming Pool Sunday (1997)
- The Gatecrasher (1998)
- The Wedding Girl (1999)
  - Bröllopsbekymmer (översättning Helena Lind-Hult, Richter, 2001)
- Cocktails for Three (2000)
  - Cocktails för tre (översättning Annika Sundberg, Damm, 2013)
- Sleeping Arrangements (2001)
  - Dubbelbokat (översättning Annika Sundberg, Damm, 2012)

## Priser och utmärkelser
- Betty Trask Award 1995 för The Tennis Party